# GoodFellas – Drei Jahrzehnte in der Mafia
GoodFellas – Drei Jahrzehnte in der Mafia ist ein mehrfach preisgekröntes Mafia-Drama des US-amerikanischen Regisseurs Martin Scorsese aus dem Jahr 1990. Es basiert auf Nicholas Pileggis Buch Wiseguy – Der Mob von innen, das auf einer wahren Begebenheit beruht und vom sukzessiven Aufstieg eines Gangsters in den 1960er/1970er Jahren erzählt. Der Titel GoodFellas (deutsch: Gute Kerle) bezieht sich auf die verschworene Gemeinschaft der Mobster in (und im Umfeld) der US-amerikanischen Cosa Nostra.

## Handlung
Brooklyn, New York, Mitte der 1950er Jahre: Der 11-jährige Halbitaliener Henry Hill ist vom Lebensstil der lokalen Mafiosi fasziniert und träumt von einem Leben als Gangster („Solange ich denken kann, wollte ich immer Gangster werden.“). Als er schließlich die Schule abbricht und erste Botenjobs für den Caporegime der Lucchese-Familie Paul „Paulie“ Cicero übernimmt, beginnt sein Aufstieg in der Hierarchie der Cosa Nostra. Henry kommt so bereits als Halbwüchsiger an viel Geld und entzieht sich der Kontrolle durch die Eltern. Er lernt den legendären Gangster James „Jimmy The Gent“ Conway kennen, der zu seinem Freund und Mentor wird, und verdient sich seine Sporen zum Beispiel mit Brandanschlägen gegen Konkurrenten und dem Verkauf gestohlener Ware. Als er sich bei einer dieser Gelegenheiten beim Verkauf von Zigarettenstangen erwischen lässt, hält er sich vor Gericht an eine der wichtigsten Regeln der Mafia, das Schweigen vor staatlichen Institutionen (Omertà).
Zehn Jahre später ist Henry ein angesehener assoziierter Mobster im Umfeld der Fünf Familien der New Yorker Mafia, der Paulies volles Vertrauen genießt und diesem finanziellen Tribut leisten muss. Zu seinen engsten Verbündeten zählt neben Conway auch Tommy DeVito, der immer wieder durch unberechenbare Wutausbrüche auffällt. Mafiaintern bringt DeVito mehrere Leute um. Ihr Geld verdienen sich die drei mit Diebstählen in Millionenhöhe und der Schutzgelderpressung.
Ende der 1960er Jahre lernt Henry die hübsche Karen kennen und verliebt sich in sie. Sie ist von seinem verschwenderischen und unbekümmerten Lebensstil beeindruckt, bleibt aber wegen ihrer jüdischen Abstammung eine Außenseiterin innerhalb Henrys irisch-italienischen Bekanntenkreises. Die beiden heiraten und haben zwei Kinder. Schon bald kommt es jedoch zu Auseinandersetzungen, da Henry eine Geliebte hat. Dennoch fühlt sich Karen nach wie vor zu ihm hingezogen.
Als Henry und Jimmy bei einem Schuldner, dessen Schwester für das FBI arbeitet, auf brutale Art und Weise Geld eintreiben, werden sie hinterher festgenommen und zu mehreren Jahren Haft verurteilt. Im Gefängnis kommt Henry erstmals mit dem illegalen Drogenhandel in Berührung und verdient gut daran. Nach seiner Entlassung untersagt ihm Paulie, weiterhin mit Rauschgift zu handeln. Henry hält sich allerdings nicht daran und handelt hinter Paulies Rücken mit großen Mengen Kokain, die ihm seine Verbindungsleute aus Pittsburgh beschaffen. Jimmy und Tommy steigen als Partner in das Geschäft ein.
1978 organisiert Jimmy den großangelegten Raub von rund 6 Millionen US-Dollar aus der Lufthansa-Frachthalle des John-F.-Kennedy-Flughafens New York. Nach diesem so genannten Lufthansa-Raub zahlt Jimmy allen Beteiligten zunächst nur kleine Anteile aus und schärft ihnen ein, keine auffälligen Anschaffungen zu tätigen. Als sich mehrere von ihnen nicht daran halten, werden praktisch alle Tatbeteiligten nach und nach ermordet.
Ende der 1970er erhält Tommy die Nachricht, dass er endlich als Vollmitglied in die Cosa Nostra aufgenommen werden soll. Das würde für die drei Freunde eine bedeutende Aufwertung ihres Status bedeuten, denn Hill und Conway sind als Halb-Iren von einer Mitgliedschaft ausgeschlossen. Die feierliche „Aufnahmezeremonie“ erweist sich jedoch als Hinterhalt; Tommy wird erschossen. Wie sich herausstellt, ist das die Rache für die Ermordung des Gangsters Billy Batts, der ein Vollmitglied der Gambino-Familie war und für dessen Ermordung Tommy Jahre zuvor keine Genehmigung der Bosse eingeholt hatte.
In den Folgejahren verliert Henry zunehmend die Kontrolle über sein Leben. Sein übermäßiger Kokainkonsum beeinträchtigt seine Wahrnehmung, zudem leidet er an Schlafstörungen. 1980 wird er von der Polizei, unter deren Beobachtung er bereits seit einem Monat gestanden hat, wegen Drogenhandels und -besitzes verhaftet. Zwar kommt er gegen Kaution frei, vom einstigen Wohlstand und den angehäuften Reichtümern bleibt allerdings nichts mehr übrig.
Völlig verzweifelt wendet er sich an Paulie, den er zuvor hintergangen hat. Dieser gibt ihm 3.200 Dollar („3.200 Piepen für ein ganzes Leben“) und lässt ihn daraufhin fallen. Auch das Verhältnis zu Jimmy wird immer angespannter. Henry weiß, dass seine ehemaligen Freunde ihn als Risiko betrachten. Als es immer offensichtlicher wird, dass Jimmy ihn umbringen will, erklärt sich Henry bereit, ein Pentito zu werden und vor Gericht als Kronzeuge gegen Jimmy und Paulie auszusagen. Seine Aussagen führen schließlich dazu, dass beide zu langjährigen Haftstrafen verurteilt werden.
Henry wird ins Zeugenschutzprogramm aufgenommen und verbringt den Rest seines Lebens in der Anonymität einer amerikanischen Vorstadt. Resigniert zieht er in der letzten Szene des Films Bilanz:

“I’m an average nobody. I get to live the rest of my life like a schnook.”

„Ich bin ein durchschnittlicher Niemand, ich werd’ den Rest meines Lebens wie irgendein Trottel verbringen.“

Im Abspann erfährt man, dass Henry in Seattle wegen Drogenhandels erneut festgenommen wurde und seit 1987 clean sei. Er und Karen trennten sich zwei Jahre später. Paul starb wegen Erkrankung der Atemwege im Fort Worth Federal Prison 1988 im Alter von 73 Jahren. Jimmy wurde zu einer mindestens 20-jährigen Haftstrafe verurteilt.

## Hintergrund
Der Film basiert größtenteils auf dem Buch Wiseguy des New Yorker Autors Nicholas Pileggi, das 1986 veröffentlicht wurde. Gemeinsam mit dem Regisseur Martin Scorsese schrieb Pileggi auch das Drehbuch.
Ursprünglich sollte der Film bereits 1986 gedreht werden, Scorsese entschied sich jedoch, ein anderes Projekt, Die letzte Versuchung Christi, vorzuziehen. Als die Dreharbeiten 1989 schließlich begannen, gab es bereits eine Fernsehserie, die den Titel Wiseguy trug, weshalb der Film in GoodFellas umbenannt wurde.
Bei der Auswahl der Schauspieler setzte Scorsese einerseits auf bekannte Größen wie seine „Stammschauspieler“ Robert De Niro und Joe Pesci, andererseits auf relativ neue Darsteller wie Ray Liotta und Lorraine Bracco. Auch Scorseses Mutter Catherine Scorsese (als Tommys Mutter) und sein Vater Charles (als Gangster Vinnie) haben kleinere Auftritte.
Bei den Dreharbeiten kam es häufig zu Improvisationen. Auf diese Weise entstand eine der bekanntesten Szenen des Films, in der Henry von Tommy wegen einer Bemerkung über dessen Witzigkeit zur Rede gestellt wird. Auch die Unterhaltung in der Küche von Tommys Mutter war improvisiert.
Das Warner-Bros.-Studio stand dem Film wegen seiner schonungslosen Gewaltdarstellungen und der zahlreichen Kraftausdrücke (im englischen Original wird das Wort Fuck 246-mal gesagt) zunächst skeptisch gegenüber. Durchgehend negative Testvorführungen schienen diese Befürchtungen zu bestätigen. Trotzdem wurde GoodFellas schließlich in seiner ursprünglichen Schnittfassung in die Kinos gebracht.
Bei der Oscar-Verleihung 1991 war er für sechs Academy Awards nominiert (Bester Film, Beste Regie, Bestes adaptiertes Drehbuch, Bester Nebendarsteller, Beste Nebendarstellerin, Bester Schnitt), Joe Pesci gewann die Auszeichnung als Bester Nebendarsteller.
Heute gilt GoodFellas neben Der Pate als eine der besten Darstellungen der italoamerikanischen Mafia. Im Gegensatz zu Francis Ford Coppolas Filmen zeichnet er jedoch ein weitaus weniger romantisierendes Bild. Die Charaktere sind sadistische, unberechenbare und mitunter unsympathische Personen, deren Leben mit dem beschaulichen und aristokratischen „Familienbetrieb“ der Corleones nicht mehr viel gemein hat.

## Synchronisation
Die deutschsprachige Synchronisation entstand bei der Berliner Synchron Wenzel Lüdecke nach einem Dialogbuch von Horst Balzer, der auch die Dialogregie übernahm.
| Darsteller          | Synchronsprecher         | Rollenname              |
| ------------------- | ------------------------ | ----------------------- |
| Robert De Niro      | Christian Brückner       | Jimmy Conway            |
| Joe Pesci           | Mogens von Gadow         | Tommy DeVito            |
| Ray Liotta          | Udo Schenk               | Henry Hill              |
| Lorraine Bracco     | Evelyn Maron             | Karen Hill              |
| Paul Sorvino        | Wolfgang Dehler          | Paul Cicero             |
| Melissa Prophet     | Philine Peters-Arnolds   | Angie                   |
| Frank Adonis        | Martin Keßler            | Anthony Stabile         |
| John Manca          | Walter Tschernich        | Augen-Nicky             |
| Margo Winkler       | Kerstin Sanders-Dornseif | Belle Kessler           |
| Frank Vincent       | Rolf Schult              | Billy Batts             |
| Paul Herman         | Gösta Knothe             | Dealer                  |
| Daniel P. Conte     | Hans Nitschke            | Dr. Dan                 |
| Edward McDonald     | Norbert Langer           | Edward McDonald         |
| Frank Sivero        | Uwe Paulsen              | Frankie Carbone         |
| Tony Lip            | Wolf Rüdiger Reutermann  | Frankie Maccaroni       |
| Mike Starr          | Hans Teuscher            | Frenchy                 |
| Henny Youngman      | Eberhard Wechselberg     | Henny Youngman          |
| Christopher Serrone | Simon Jäger              | Henry (jung)            |
| Frank Albanese      | Eckart Dux               | Henrys Anwalt (1955)    |
| Elaine Kagan        | Barbara Adolph           | Henrys Mutter           |
| Beau Starr          | Till Hagen               | Henrys Vater            |
| Gina Mastrogiacomo  | Joseline Gassen          | Janice Rossi            |
| Ciem Caserta        | Walter Tschernich        | Joe Buddha              |
| Frank Pellegrino    | Reinhard Scheunemann     | Johny Dio               |
| Johnny Williams     | Andreas Mannkopff        | Johnny Roastbeef        |
| Welker White        | Marina Krogull           | Lois Byrd               |
| Kevin Corrigan      | Ingo Albrecht            | Michael Hill            |
| Joseph Bono         | Wolf Rüdiger Reutermann  | Mikey Franzese          |
| Charles Low         | Wolfgang Völz            | Morris ‘Morrie’ Kessler |
| Angela Pietropinto  | Traudel Haas             | Paulies Frau            |
| Bo Dietl            | Wolfgang Kühne           | Rauschgiftfahnder       |
| Joel Blake          | Wolf Rüdiger Reutermann  | Richter (1971)          |
| Illeana Douglas     | Maja Dürr                | Rosie                   |
| Debi Mazar          | Daniela Hoffmann         | Sandy                   |
| Tony Darrow         | Ortwin Speer             | Sonny Bunz              |
| Michael Imperioli   | Roman Kretschmer         | Spider                  |
| Samuel L. Jackson   | Raimund Krone            | Stacks Edwards          |
| Susan Varon         | Katharina Koschny        | Susan                   |
| Catherine Scorsese  | Tilly Lauenstein         | Tommy DeVitos Mutter    |
| Elizabeth Whitcraft | Philine Peters-Arnolds   | Tommys Freundin #1      |
| Tony Sirico         | Gerald Paradies          | Tony Stacks             |
| Frank DilLeo        | Frank-Otto Schenk        | Tuddy Cicero            |
| Charles Scorsese    | Manfred Lichtenfeld      | Vinnie                  |
| N.N.                | Wolf Rüdiger Reutermann  | Polizist (1955)         |
| N.N.                | Wolf Rüdiger Reutermann  | Richter (1980)          |
| N.N.                | Eckart Dux               | Staatsanwalt            |
| (N.N.)              | Harry Kühn               | Radiosprecher           |

## Stilmittel
Die gesamte Handlung wird aus Henry Hills Sicht erzählt und von diesem aus dem Off kommentiert, mit Ausnahme einiger Bemerkungen, die aus der Sicht seiner Ehefrau erzählt werden.
Wie schon in Scorseses früheren Arbeiten Hexenkessel und Wie ein wilder Stier spielt Musik eine zentrale Rolle in GoodFellas. Die Verwendung bekannter zeitgenössischer Popsongs trägt wesentlich zur Stimmung bzw. Authentizität des Films bei und dient zugleich der zeitlichen Orientierung. Manchmal stellt Scorsese durch den Einsatz eines Musikstücks einen bewussten Kontrast zum Geschehen auf der Leinwand her. Am deutlichsten wird dies in der Szene, in der Billy Batts zu den sonnigen Klängen von Donovans Atlantis auf äußerst brutale Weise zusammengeschlagen wird. Eine andere Szene, die es zu großer Bekanntheit brachte, ist eine längere Sequenz, in der mehrere Gangster an verschiedenen Orten tot aufgefunden werden, während im Hintergrund das Klaviersolo aus Layla von Derek and the Dominos gespielt wird.
Zu den Stücken, die im Film vorkommen, zählen:
- Rags to Riches von Tony Bennett
- Sincerely von The Moonglows
- Leader of the Pack und Remember (Walkin’ in the Sand) von The Shangri-Las
- Baby I Love You von Aretha Franklin
- Beyond the Sea von Bobby Darin
- Sunshine of Your Love von Cream
- Gimme Shelter, Monkey Man und Memo from Turner von The Rolling Stones
- Mannish Boy  von Muddy Waters
- My Way von Sid Vicious
- Roses Are Red von Bobby Vinton
- What is life von George Harrison

Ein weiterer wichtiger Bestandteil des Films ist die Darstellung von Gewalt. Schon die erste Szene, die der weiteren Handlung bereits vorgreift, ist hierfür beispielhaft: Der blutüberströmte Mafioso Billy Batts liegt im Kofferraum und wird von Tommy und Jimmy mit mehreren Messerstichen und Schüssen getötet. Auch im weiteren Verlauf kommt es immer wieder zu exzessiven Gewaltausbrüchen, beispielsweise als Henry einen aufdringlichen Nachbarn mit dem Griff seines Revolvers verprügelt, Tommy einen Kellner erschießt und schließlich selbst umgebracht wird.
Auch im visuellen Bereich sorgten Scorsese, sein Kameramann Michael Ballhaus und die Filmeditorin Thelma Schoonmaker für einige denkwürdige Bilder. Bekannt ist eine Szene, in der Henry und Karen den Copacabana-Club besuchen. Diese wurde in einer einzigen dreiminütigen Einstellung gedreht und stellte damals eine der längsten Steadicam-Fahrten der Filmgeschichte dar. Heute gilt sie als ein Prototyp der sogenannten Plansequenz.
Später im Film wird in einer Sequenz mit dem Titel Sonntag, 11. Mai 1980 ein „typischer“ Tag in Henry Hills Leben geschildert. Mithilfe zahlreicher Schnitte und Jump Cuts sowie ungewöhnlicher Kameraeinstellungen versucht Scorsese hierbei, dessen Paranoia und die Auswirkungen des Kokainkonsums auf seine Wahrnehmung zu visualisieren.
Ein weiteres interessantes Detail stellt die letzte Einstellung des Films dar. Sie zeigt Tommy, der mit einer Pistole mehrmals direkt in die Kamera schießt. Dies ist eine Hommage an den Film Der große Eisenbahnraub von 1903, der mit einer ähnlichen Szene endet. Überlieferungen zufolge waren damals manche Kinozuschauer vom Anblick einer auf sie abgefeuerten Waffe derartig verängstigt, dass sie sich auf den Boden warfen oder fluchtartig den Saal verließen.

## Die wahre Geschichte
Nicholas Pileggis Beschreibungen in seinem Buch Wiseguy beruhen auf wahren Begebenheiten. Teilweise wurden jedoch die Namen der Beteiligten geändert:
- Jimmy Conway – Jimmy Burke
- Tommy DeVito – Thomas DeSimone
- Paul Cicero – Paul Vario
- Vinnie – Thomas Agro

Während der Dreharbeiten waren Berater am Set, die die Protagonisten persönlich kannten. Der echte Henry Hill hat einen kurzen Auftritt als Koch in der oben erwähnten Copacabana-Szene. Edward McDonald, sein früherer Rechtsanwalt, spielt sich in dem Film selbst.
Annähernd alle Ereignisse, die im Film gezeigt werden, sind wirklich passiert. Beispiele sind der Air-France-Raub 1967 und der Lufthansa-Raub im Jahr 1978, der als einer der spektakulärsten Kriminalfälle der amerikanischen Geschichte gilt. Am Anfang des Films nimmt Hill auf Joseph „Crazy Joe“ Gallo, einen New Yorker Mafioso, der Ende der 1950er Jahre einen Mafiakrieg (Profaci-Gallo-Krieg) entfesselte, und das Apalachin-Meeting Bezug.
Carmine Tramunti, Chef der Lucchese-Familie, wurde nur wegen eines von einem Fahnder beobachteten Handschlages mit einem Drogendealer zu einer Haftstrafe von 15 Jahren verurteilt. Im Film nimmt Paul Cicero in einem Gespräch mit Henry Hill darauf Bezug.
Anhand mehrerer Texttafeln am Ende des Films erfährt der Zuschauer, was aus den Hauptfiguren wurde. Paul Vario/Cicero starb 1988 im Gefängnis, Jimmy Burkes/Conways Haftstrafe hätte ab 2004 zur Bewährung ausgesetzt werden können, er starb jedoch bereits 1996 im Alter von 64 Jahren.
Zu den größten Unterschieden zwischen den tatsächlichen Geschehnissen und Scorseses Interpretation zählen die Darstellungen von Jimmy und Paulie. In Wirklichkeit sollen sie bei der Ausführung ihrer Arbeit viel skrupelloser und brutaler vorgegangen sein. Vor allem Paulie macht im Film einen eher sanftmütigen, überlegten und ruhigen Eindruck, der nicht dem Charakter seines realen Vorbilds entspricht. Joe Pescis Darstellung des Gangsters Tommy DeVito hingegen ist laut einer Aussage Henry Hills sehr akkurat.

## Rezeption
Der vielfach ausgezeichnete Film belegt auf zahlreichen Kritikerlisten nach wie vor hohe Platzierungen. Auf der Liste der 100 besten Filme von Sight and Sound belegte er Platz 48 (2021) und erreichte auf They Shoot Pictures, Don’t They? Platz 68 (2021), während er bei der Bewertungsplattform Internet Movie Database mit 8,7 von 10 Punkten bewertet wurde und auf Rotten Tomatoes eine Zustimmung von 97 Prozent (bei über 250.000 Einzelbewertungen) erreichte.

## Sonstiges
- GoodFellas gilt als Scorseses Antwort auf Francis Ford Coppolas Mafia-Trilogie Der Pate.
- Der Vorspann des Films wurde von Saul Bass gestaltet.
- 1995 kam mit Martin Scorseses Casino die „inoffizielle“ Fortsetzung in die Kinos. Zwar unterscheiden sich die Handlungen von GoodFellas und von Casino, doch stilistisch bestehen große Ähnlichkeiten.
- GoodFellas diente als Inspiration für die erfolgreiche Fernsehserie Die Sopranos, die ihm thematisch und stilistisch ähnlich ist. Darüber hinaus sind zahlreiche Schauspieler aus GoodFellas in Nebenrollen und Gastauftritten zu sehen. Der Drehbuchautor der Serie David Chase bezeichnete GoodFellas als seinen Koran.[11]
- Al Pacino war Scorseses erste Wahl für die Rolle des Jimmy Conway. Er lehnte ab, um seinem Image als Gangster-Darsteller entgegenzuwirken.
- GoodFellas ist die sechste von insgesamt acht Zusammenarbeiten von Martin Scorsese und Robert De Niro (nach Hexenkessel, Taxi Driver, New York, New York, Wie ein wilder Stier und King of Comedy).
- Robert De Niro, ein überzeugter Vertreter des Method Acting, telefonierte während des Drehs mehrmals täglich mit Henry Hill, um jedes Detail über seine Figur Jimmy Burke zu erfahren.
- Nach der Beendigung der Dreharbeiten kam es zu einem Treffen zwischen Robert De Niro und Jimmy Burke im Gefängnis. Burke hat den Film jedoch nur ausschnittsweise gesehen.
- Am 10. Januar 2012 wurde bekannt, dass sich der US-amerikanische Sender AMC die Rechte an einer Prequel TV-Serie gesichert hat. Das Drehbuch soll Nicholas Pileggi gemeinsam mit dem TV-Autoren Jorge Zamacona liefern.[12]
- Der damalige New Yorker Polizist Louis Eppolito spielt in einer Nebenrolle „Fat Andy“. Er war neben seiner Tätigkeit als Polizist für die Mafia als Auftragskiller tätig und wurde im Jahr 2006 wegen achtfachen Mordes zu lebenslanger Haft verurteilt.[13]
- Der Komiker Henny Youngman spielt sich in einer kurzen Szene selbst.
- Im Videospiel Grand Theft Auto III ist ein Easter Egg zum Film vorhanden, unter dem Namen BadFellas.
- In der Szene, in der Henrys Haus von der Polizei durchsucht wird, sieht sich Karen im Fernsehen den Film Der Jazzsänger an. Dieser gilt als erster Tonfilm der Geschichte. Scorsese zeigt Auszüge dieses Films auch in Aviator, wo Leonardo DiCaprio ihn im Kino sieht.
- GoodFellas findet Erwähnung in der Serie Lilyhammer (Staffel 2, Folge 4), in dem Frank Tagliano (gespielt von Steven Van Zandt) eine Szene von der Filmrolle Tommy DeVito imitiert.
- GoodFellas findet Erwähnung im Film Malavita – The Family, in welchem ebenfalls Robert De Niro eine Hauptrolle spielt. In einer Szene nimmt er an einer Filmvorführung teil, bei der GoodFellas gespielt und diskutiert wird.
- Der Mafioso Louie aus der Zeichentrickserie Die Simpsons ist eine Parodie des Gangstercharakters Frank Carbone aus GoodFellas, gespielt von Frank Sivero. Dieser verklagte im Jahr 2014 die Macher der Kultserie mit einer Forderung in Höhe von 250 Millionen Dollar. Die Fox Television Studios gewannen den Rechtsstreit jedoch.
- In einer Simpsons-Folge (Staffel 18, Folge 8) wird GoodFellas parodiert, indem Nelson Muntz Bart in die Cafeteria führt, so wie Henry Hill seine Freundin Karen ins Copacabana führte.
- GoodFellas wird in der Mafia-Komödie Mafia! – Eine Nudel macht noch keine Spaghetti! parodiert.

## Kritiken

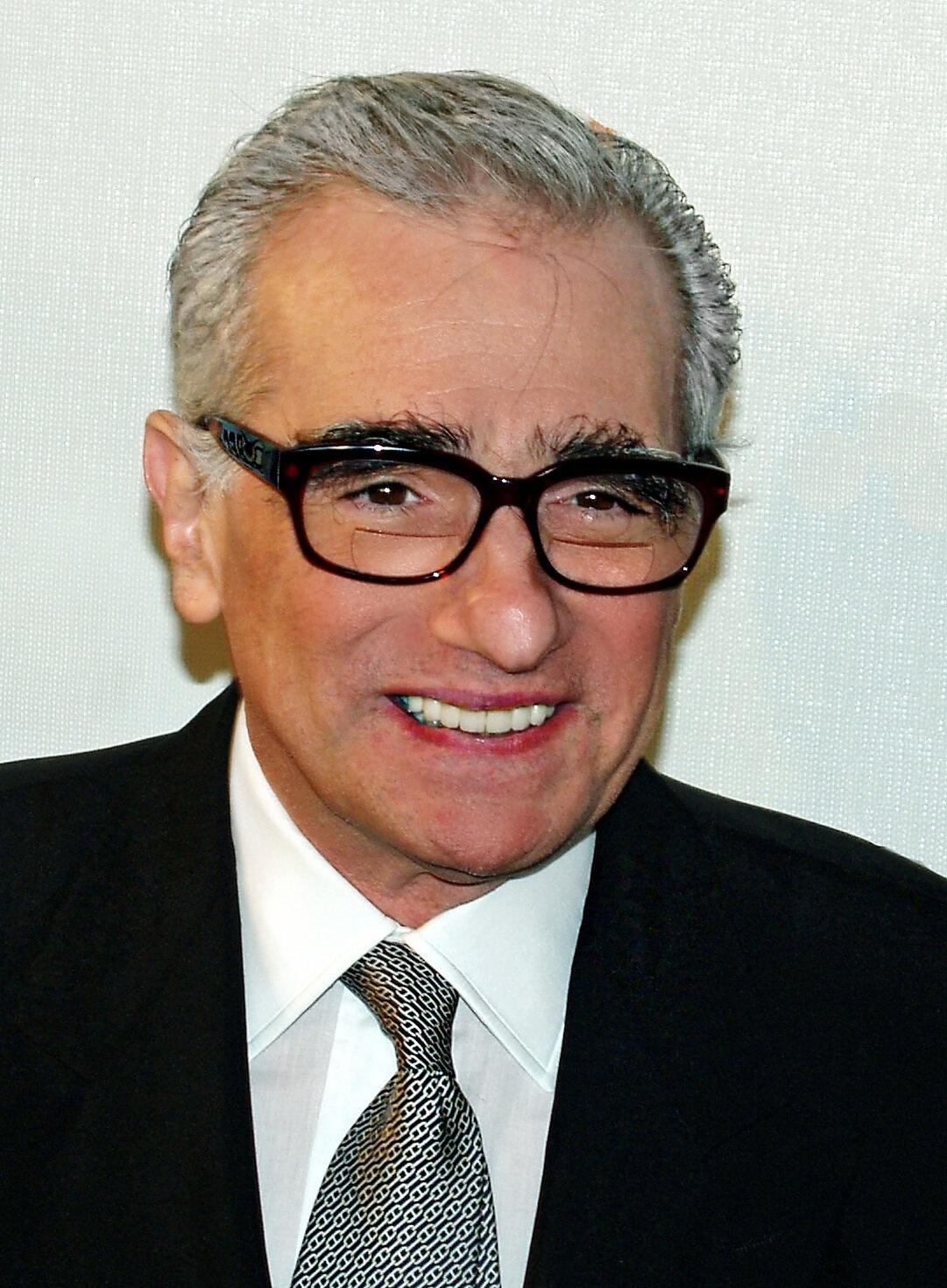
Martin Scorsese 2007

„Aus der Perspektive eines ehemaligen Gangsters entwickelte Beschreibung einer ‚Karriere‘ in der Mafia, die in vielen Episoden detailreich und milieugenau die Spielregeln des Verbrechens analysiert. Durch präzisen Einsatz der filmischen Mittel ergibt sich eine konsequente Auseinandersetzung mit dem Thema, gleichermaßen emotional packend und distanziert reflektierend; bisweilen drastisch in der realistischen Darstellung.“

## Auszeichnungen
GoodFellas gewann mehrere bedeutende Filmpreise im Jahr 1991. Die beiden wichtigsten jedoch, den Oscar und Golden Globe Award, konnte er nicht erringen. Er unterlag jeweils Kevin Costners Western-Epos Der mit dem Wolf tanzt. Bei sechs Oscarnominierungen konnte nur Joe Pesci den Preis für den besten Nebendarsteller auch nach Hause mitnehmen. Lorraine Bracco, welche als beste Nebendarstellerin nominiert war, ging leer aus. Ebenfalls erfolglos waren die Nominierungen in den Kategorien Bester Film, Beste Regie, Bestes adaptiertes Drehbuch und Bester Schnitt. Bei den zuvor verliehenen Golden Globes gewann Scorseses Mafiadrama gar keine Auszeichnungen.
- Filmfestival von Venedig: Silberner Löwe für Beste Regie
- 1998: GoodFellas erreicht Platz 94 in der Liste der 100 Besten Filme aller Zeiten, die vom renommierten American Film Institute zusammengestellt wurde. 2007 schaffte es das Werk in der gleichnamigen Liste auf Platz 92.
- 2000: Der Film wird ins National Film Registry aufgenommen.
- 2008: Das American Film Institute wählt den Film auf Platz 2 der 10 besten Gangsterfilme aller Zeiten.
- 2011: Der Film steht in der Internet Movie Database auf Platz 17 der 250 besten Filme aller Zeiten.[15]

| Preis                                            | Kategorie                              | Nominierte                           | Resultat  |
| ------------------------------------------------ | -------------------------------------- | ------------------------------------ | --------- |
| Oscarverleihung 1991                             | Bester Film                            | Martin Scorsese und Irwin Winkler    | Nominiert |
| Oscarverleihung 1991                             | Beste Regie                            | Martin Scorsese                      | Nominiert |
| Oscarverleihung 1991                             | Bester Schnitt                         | Thelma Schoonmaker                   | Nominiert |
| Oscarverleihung 1991                             | Bestes Drehbuch                        | Martin Scorsese, Nicholas Pileggi    | Nominiert |
| Oscarverleihung 1991                             | Bester Nebendarsteller                 | Joe Pesci                            | Gewonnen  |
| Oscarverleihung 1991                             | Beste Nebendarstellerin                | Lorraine Bracco                      | Nominiert |
| Golden Globe Awards 1991                         | Bester Film – Drama                    | Martin Scorsese und Irwin Winkler    | Nominiert |
| Golden Globe Awards 1991                         | Beste Regie                            | Martin Scorsese                      | Nominiert |
| Golden Globe Awards 1991                         | Bester Nebendarsteller                 | Joe Pesci                            | Nominiert |
| Golden Globe Awards 1991                         | Beste Nebendarstellerin                | Lorraine Bracco                      | Nominiert |
| Golden Globe Awards 1991                         | Bestes Drehbuch                        | Martin Scorsese und Nicholas Pileggi | Nominiert |
| 44. British Academy Film Awards                  | Bester Film                            | Martin Scorsese und Irwin Winkler    | Gewonnen  |
| 44. British Academy Film Awards                  | Beste Regie                            | Martin Scorsese                      | Gewonnen  |
| 44. British Academy Film Awards                  | Bestes Drehbuch                        | Martin Scorsese und Nicholas Pileggi | Gewonnen  |
| 44. British Academy Film Awards                  | Bester Hauptdarsteller                 | Robert De Niro                       | Nominiert |
| 44. British Academy Film Awards                  | Bester Schnitt                         | Thelma Schoonmaker                   | Gewonnen  |
| 44. British Academy Film Awards                  | Beste Kamera                           | Michael Ballhaus                     | Nominiert |
| 44. British Academy Film Awards                  | Beste Garderobe                        | Richard Bruno                        | Gewonnen  |
| 1990 New York Film Critics Circle Awards         | Bester Film                            | Martin Scorsese und Irwin Winkler    | Gewonnen  |
| 1990 New York Film Critics Circle Awards         | Beste Regie                            | Martin Scorsese                      | Gewonnen  |
| 1990 New York Film Critics Circle Awards         | Bester Hauptdarsteller                 | Robert De Niro                       | Gewonnen  |
| 1990 Los Angeles Film Critics Association Awards | Bester Film                            | Martin Scorsese und Irwin Winkler    | Gewonnen  |
| 1990 Los Angeles Film Critics Association Awards | Beste Regie                            | Martin Scorsese                      | Gewonnen  |
| 1990 Los Angeles Film Critics Association Awards | Bester Nebendarsteller                 | Joe Pesci                            | Gewonnen  |
| 1990 Los Angeles Film Critics Association Awards | Beste Nebendarstellerin                | Lorraine Bracco                      | Gewonnen  |
| 1990 Los Angeles Film Critics Association Awards | Beste Kamera                           | Michael Ballhaus                     | Gewonnen  |
| 1990 National Board of Review Awards             | Bester Nebendarsteller                 | Joe Pesci                            | Gewonnen  |
| Boston Society of Film Critics                   | Bester Film                            | Martin Scorsese und Irwin Winkler    | Gewonnen  |
| Boston Society of Film Critics                   | Beste Regie                            | Martin Scorsese                      | Gewonnen  |
| Boston Society of Film Critics                   | Bester Nebendarsteller                 | Joe Pesci                            | Gewonnen  |
| Chicago Film Critics Association Awards 1990     | Bester Film                            | Martin Scorsese und Irwin Winkler    | Gewonnen  |
| Chicago Film Critics Association Awards 1990     | Beste Regie                            | Martin Scorsese                      | Gewonnen  |
| Chicago Film Critics Association Awards 1990     | Bester Nebendarsteller                 | Joe Pesci                            | Gewonnen  |
| Chicago Film Critics Association Awards 1990     | Beste Nebendarstellerin                | Lorraine Bracco                      | Gewonnen  |
| Chicago Film Critics Association Awards 1990     | Bestes Drehbuch                        | Martin Scorsese und Nicholas Pileggi | Gewonnen  |
| Kansas City Film Critics Circle Awards 1990      | Bester Film                            | Martin Scorsese und Irwin Winkler    | Gewonnen  |
| Kansas City Film Critics Circle Awards 1990      | Beste Regie                            | Martin Scorsese                      | Gewonnen  |
| Kansas City Film Critics Circle Awards 1990      | Bester Nebendarsteller                 | Joe Pesci                            | Gewonnen  |
| National Society of Film Critics Awards 1990     | Bester Film                            | Martin Scorsese und Irwin Winkler    | Gewonnen  |
| National Society of Film Critics Awards 1990     | Beste Regie                            | Martin Scorsese                      | Gewonnen  |
| Silver Lion 1990                                 | Beste Regie                            | Martin Scorsese                      | Gewonnen  |
| Bodil Award 1991                                 | Für den besten nicht-europäischen Film | Martin Scorsese und Irwin Winkler    | Gewonnen  |
| Directors Guild of America Award 1990            | Beste Regie                            | Martin Scorsese                      | Nominiert |
| Writers Guild of America Award                   | Bestes adaptiertes Drehbuch            | Martin Scorsese und Nicholas Pileggi | Nominiert |
| César 1991                                       | Bester ausländischer Film              | Martin Scorsese und Irwin Winkler    | Nominiert |
| Fotogramas de Plata Best Foreign Film 1990       | Bester ausländischer Film              | Martin Scorsese und Irwin Winkler    | Gewonnen  |